# 石紋矛麗魚
石紋矛麗魚（学名：Crenicichla marmorata）為輻鰭魚綱鱸形目隆頭魚亞目慈鯛科的其中一種，分布於南美洲巴西亞馬遜河流域，體長可達28公分，棲息溪流中底層水域，生活習性不明。
其种加词“marmorata”意为“大理石纹的”。